# All That Heaven Allows
All That Heaven Allows (conocida en español como Solo el cielo lo sabe en España y Lo que el cielo nos da en Hispanoamérica) es una película de drama y romance de 1955 dirigida por Douglas Sirk y protagoniza por Jane Wyman y Rock Hudson que trata sobre una viuda de clase alta que decide casarse con su jardinero, que es mucho más joven. El matrimonio será mal visto por los amigos e hijos de la protagonista, lo cual llevará a esta misma a tomar alguna decisión al respecto.
En 1995, la película fue considerada «cultural, histórica y estéticamente significativa» por la Biblioteca del Congreso de Estados Unidos y seleccionada para su preservación en el Registro Nacional de Cine.

## Reparto

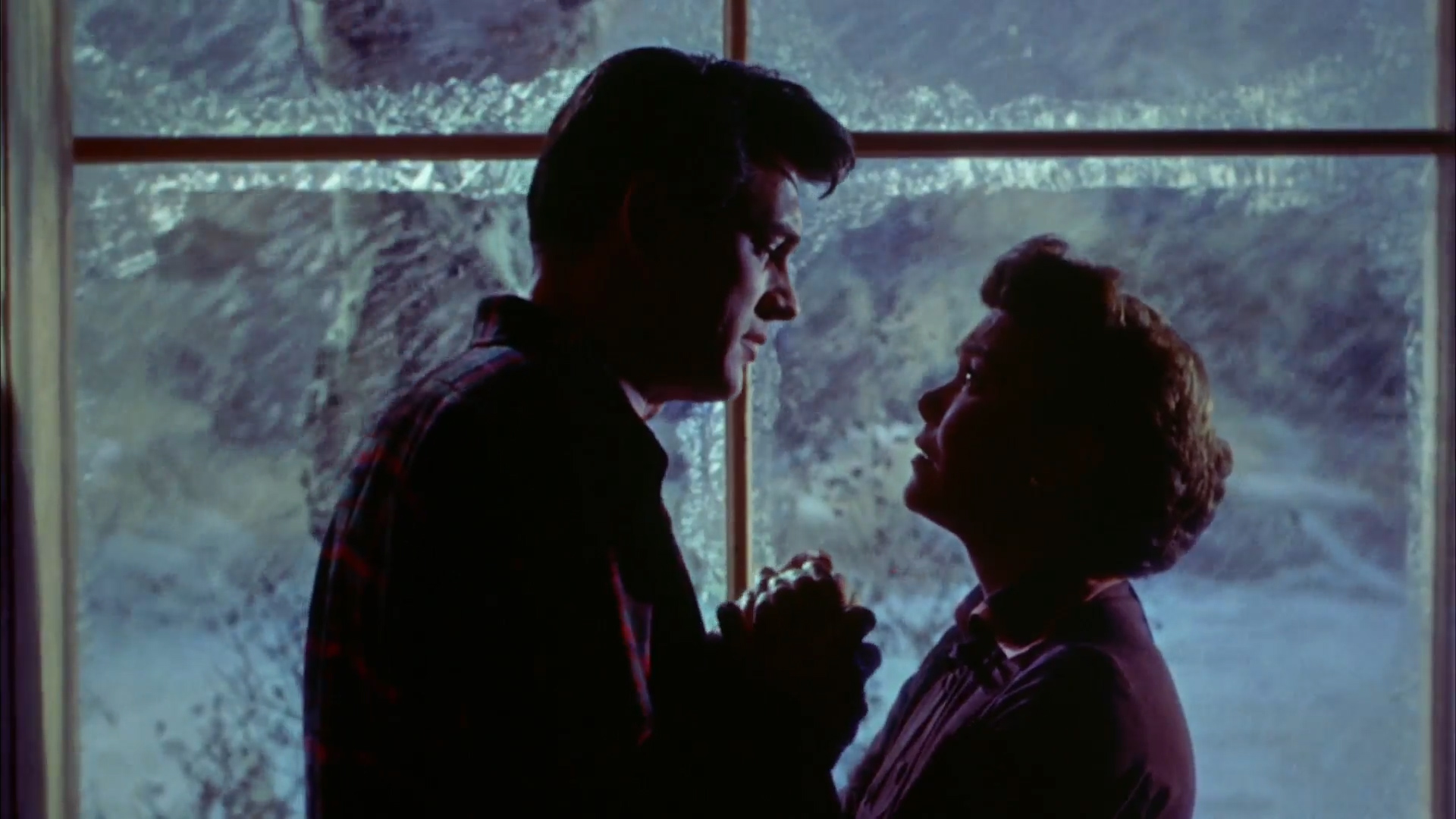
Rock Hudson y Jane Wyman en un fotograma del tráiler de la película.

- Jane Wyman como Cary Scott, la viuda
- Rock Hudson como Ron Kirby, el jardinero
- Agnes Moorehead como Sara Warren
- Conrad Nagel como Harvey
- Virginia Grey como Alida Anderson
- Gloria Talbott como Kay Scott
- William Reynolds como Ned Scott
- Charles Drake como Mick Anderson
- Hayden Rorke como Dr. Dan Hennessy
- Leigh Snowden como Jo-Ann Grisby
- Merry Anders como Mary Ann